# إعصار ميانمار
اعتُبر إعصار ميانمار عام 2004 الأسوأ الذي يضرب البلاد منذ عام 1968. وهو ثاني إعصار مداري في موسم أعاصير شمال المحيط الهندي عام 2004، حيث تشكل منخفض جوي في 16 مايو في وسط خليج البنغال. ومع انخفاض ريح القص وهياج حوض الرياح الموسمية، اشتدت العاصفة أثناء تجولها فوق المياه المفتوحة. بدأت العاصفة في النهاية حركة ثابتة نحو الشمال الشرقي بسبب مرتفع جوي إلى الشمال فوق الهند. وعند اقترابها من اليابسة، تشكلت عين في مركز العاصفة، مما يدل على إعصار قوي. وفي 19 مايو، وصل الإعصار إلى اليابسة على طول شمال غرب ميانمار بالقرب من سيتوي، مع رياح قصوى مستمرة تقدر بنحو 165 كيلومترًا في الساعة (105 ميلًا في الساعة) من قبل دائرة الأرصاد الجوية الهندية. ضعفت العاصفة بسرعة فوق اليابسة، على الرغم من أن بقاياها نشرت الأمطار في شمال تايلاند ومقاطعة يونان في الصين.
وصلت سرعة الرياح الناجمة عن الإعصار إلى 157 كم/ساعة (98 ميلاً في الساعة) في ميانمار، وتزامن ذلك مع هطول أمطار غزيرة وارتفاع كبير في مستوى العواصف. وعلى الرغم من ضراوة العاصفة، لم تُصدر الحكومة أي تقارير عن الإعصار لمدة عشرة أيام، حيث عادةً ما تقلل من تقاريرها عن العواصف التي تضرب اليابسة. تسبب الإعصار في أضرار جسيمة في جميع أنحاء ولاية راخين، حيث دمر أو ألحق أضرارًا بالغة بـ 4035 منزلًا وترك 25000 شخص بلا مأوى. كان هناك ضرر واسع النطاق للمحاصيل الزراعية، مما أدى إلى نقص في الغذاء، وعطلت الطرق المتضررة جهود الإغاثة اللاحقة. بلغ إجمالي الأضرار في ميانمار أكثر من 621 مليون كيات (99.2 مليون دولار أمريكي)، مما يجعلها أسوأ عاصفة تضرب البلاد منذ عام 1968، وكان هناك 236 حالة وفاة، مع ارتفاع عدد القتلى غير الرسمي إلى 1000. وعلى الرغم من أن الأضرار كانت أشد في ميانمار، إلا أن آثار الإعصار امتدت أيضًا إلى بنغلاديش المجاورة، حيث أسقطت الرياح القوية الأشجار وقلبت سفينتان.